# Oreina peirolerii
Oreina peirolerii là một loài bọ cánh cứng trong họ Chrysomelidae. Loài này được Bassi miêu tả khoa học năm 1834.